# C63H88CoN14O14P
化学式C63H88CoN14O14P（摩尔质量：1355.36 g/mol）可能指：
- 维生素B12，CAS号：68-19-9
- 氰鈷胺人工合成的维生素B12，CAS号：68-19-9

|  | 这个同类索引页列出了具有相同分子式的化学物（即同分異構體）条目。 除非您是有意链接至本页，否则应将相应条目的内部链接指向正确的条目。 |